# Sas Jolán
Sas Jolán (asszonyneve: Illésné Sas Jolán; Budapest, 1907. november 29. – Temesvár, 1963. április 1.) temesvári magyar költő.

## Életútja, munkássága
Középiskolai tanulmányait szülővárosában végezte. Az 1920-as évek végétől Temesváron élt, ahol rendkívül élénk irodalmi és társadalmi tevékenységet folytatott. Tagja volt az Arany János Társaságnak, majd a második világháború után a Bánsági Magyar Írók Szervezetének és az Ady Endre Irodalmi Körnek.
Első verseit a Nyugat s más budapesti szépirodalmi folyóiratok közölték, az 1930-as években a Temesvári Hírlap, a 6 Órai Újság, a Déli Hírlap, a Holnap, a Heti Magazin, 1944 után a Szabad Szó, az Utunk, a Bánsági Írás és a Bánsági Magyar Népnaptár. Két verssel szerepelt a Bánsági Magyar Írók Antológiájában (Temesvár, 1946). 
Verskötete Tavasz volt akkor… címmel 1931-ben Temesváron látott napvilágot, s visszhangos sikert aratott: Bechnitz Sándor, Endre Károly, Puhala Sándor, Szimonisz Henrik írt róla elismerőleg. „A fiatalabb magyar költőnemzedék igen tehetséges tagja. Tombol benne az érzelem, amelynek lüktető versekben ad kifejezést. Van verseiben hév, indulattobzódás. Formaérzéke nagy és azért költeményei mindig csiszoltak, csengően rímelők. Szereti a természetet, s ez költeményeiben is visszatükröződik” – jellemezte költészetét a Déli Hírlap. 
A temesvári Újságíró Klubban s a Magyar Házban több sikeres szerzői estet tartott, 1944 után rendszeresen közreműködött az MNSZ művelődési és irodalmi rendezvényein. Versei közül Engel Jenő, Glausius Tibor, Nemes Elemér, Mezey Zsigmond, Mikes Marcell és Pogatschnigg Guido többet megzenésített.